# Дерюгін Борис Іванович
Борис Іванович Дерюгін (червень 1916, місто Можга Вятської губернії, тепер Удмуртії, Російська Федерація — 5 листопада 1979, місто Саратов, тепер Російська Федерація) — радянський державний діяч, 1-й секретар Новосибірського обласного комітету КПРС, голова Хабаровського крайвиконкому. Член ЦК КПРС у 1956—1961 роках. Депутат Верховної ради РРФСР 5-го скликання.

## Життєпис
У червні — липні 1934 року — секретар комітету ВЛКСМ лісозаводу № 1 міста Можги Удмуртської автономної області. У липні — вересні 1934 року — начальник районних піонерських таборів міста Можги Удмуртської автономної області.
З вересня 1934 по червень 1935 року навчався в дев'ятому класі школи міста Можги.
У червні — вересні 1935 року — секретар комітету ВЛКСМ заводу «Свет» міста Можги Удмуртської АРСР.
У вересні 1935 — січні 1936 року — студент Іжевського педагогічного інституту.
У січні — червні 1936 року — співробітник Науково-дослідного інституту механіки і математики державного університету.
У червні — вересні 1936 року — слухач Томських курсів з підготовки до вищого навчального закладу. У вересні 1936 — червні 1941 року — студент Томського індустріального інституту імені Кірова, інженер-електрик.
Член ВКП(б) з листопада 1939 року.
У березні 1941 — травні 1948 року — технічний інспектор відділу головного енергетика, начальник цеху, заступник головного енергетика, головний енергетик заводу № 153 Народного комісаріату (Міністерства) авіаційної промисловості СРСР.
У травні 1948 — лютому 1951 року — партійний організатор ЦК ВКП(б) заводу № 153 Міністерства авіаційної промисловості СРСР.
У лютому — березні 1951 року — завідувач відділу важкої промисловості Новосибірського обласного комітету ВКП(б).
У квітні 1951 — вересні 1952 року — 2-й секретар Новосибірського міського комітету ВКП(б).
У вересні 1952 — серпні 1955 року — секретар, 2-й секретар Новосибірського обласного комітету КПРС.
У серпні 1955 — травні 1957 року — 1-й секретар Новосибірського обласного комітету КПРС.
З травня по грудень 1957 року — слухач Курсів перепідготовки при ЦК КПРС.
У грудні 1957 — лютому 1960 року — 2-й секретар Омського обласного комітету КПРС.
18 лютого 1960 — 4 травня 1962 року — голова виконавчого комітету Хабаровської крайової ради депутатів трудящих.
У червні 1962 — квітні 1963 року — начальник Управління енергогосподарства Ради народного господарства Саратовського економічного адміністративного району.
У квітні 1963 — 5 листопада 1979 року — керуючий районного енергетичного управління «Саратовенерго».
Помер 5 листопада 1979 року в місті Саратові.

## Нагороди
- орден Леніна (1957)
- орден Жовтневої Революції
- два ордени Трудового Червоного Прапора
- орден «Знак Пошани» (1946)
- медаль «За трудову доблесть»
- медалі
- Почесний енергетик СРСР